# Hidrón
En química, el hidrón, informalmente llamado protón,  es la forma catiónica del hidrógeno atómico, representado con el símbolo H+
. El término general "hidrón", avalado por la IUPAC, engloba cationes de hidrógeno independientemente de su composición isotópica: así se refiere colectivamente a protones (1H+) para el isótopo de protio, deuterones (2H+ o D+) para el deuterio. isótopo, y tritones (3H+ o T+) para el isótopo de tritio.
El hidrón consta únicamente de un núcleo atómico sin electrones, mientras que su contraparte cargada negativamente es el anión hidruro, H−
.

## Propiedades

### Propiedades del soluto
En igualdad de condiciones, los compuestos que donan fácilmente hidrones (ácidos de Brønsted) son generalmente solutos hidrófilos polares y a menudo son solubles en solventes con alta permitividad estática relativa (constantes dieléctricas). Los ejemplos incluyen ácidos orgánicos como el ácido acético (CH3COOH) o el ácido metanosulfónico (CH3SO3H). Sin embargo, grandes porciones no polares de la molécula pueden atenuar estas propiedades. Así, debido a su cadena alquílica, el ácido octanoico (C7H15COOH) es considerablemente menos hidrófilo en comparación con el ácido acético.
El hidrón no solvatado (un núcleo atómico de hidrógeno completamente libre o "desnudo") no existe en la fase condensada (líquida o sólida). Aunque se dice que los superácidos deben su poder donador de hidrones a la presencia de "hidrones libres", tal afirmación es muy engañosa: incluso para una fuente de "hidrones libres" como H
2F+
, uno de los cationes superácidos presentes en el ácido fluoroantimónico superácido (HF:SbF5), el desprendimiento de un H+
 libre, conlleva una enorme penalización energética del orden de varios cientos de kcal/mol. Esto descarta efectivamente la posibilidad de que el hidrón libre esté presente en solución, incluso como un intermediario fugaz. Por ello, en los ácidos fuertes líquidos, se cree que los hidrones se difunden mediante transferencia secuencial de una molécula a la siguiente a lo largo de una red de enlaces de hidrógeno a través de lo que se conoce como mecanismo de Grotthuss. 

### Acidez
El ion hidron puede incorporar un par de electrones de una base de Lewis a la molécula mediante aducción:
[H]+
 + :L → [HL]+

Debido a esta captura de la base de Lewis (L), el ion hidron tiene carácter ácido de Lewis. En términos de la teoría de la base ácida dura/blanda (HSAB), el hidrón desnudo es un ácido de Lewis infinitamente duro.
El hidrón juega un papel central en la teoría ácido-base de Brønsted-Lowry: una especie que se comporta como donante de hidrones en una reacción se conoce como ácido de Brønsted, mientras que la especie que acepta el hidrón se conoce como base de Brønsted. En la reacción genérica ácido-base que se muestra a continuación, HA es el ácido, mientras que B (que se muestra con un par libre) es la base:
HA + :B → [HB]+
 + :A–
La forma hidratada del catión de hidrógeno, el ion hidronio (hidroxonio) H
3O+
(aq), es un objeto clave de la definición de ácido de Arrhenius. Otras formas hidratadas, el catión Zundel H
5O+
2, que se forma a partir de un protón y dos moléculas de agua, y el catión propio H
9O+
4, que se forma a partir de un ion hidronio y tres moléculas de agua, se teoriza que desempeña un papel importante en la difusión de protones a través de una solución acuosa según el mecanismo de Grotthuss. Aunque el ion H
3O+
(aq) se muestra a menudo en los libros de texto introductorios para enfatizar que el hidrón nunca está presente como una especie no solvatada en solución acuosa, es algo engañoso, ya que simplifica demasiado la especiación infamemente compleja del protón solvatado en agua; la notación H+
(aq) a menudo se prefiere, ya que transmite solvatación acuosa sin comprometerse con el número de moléculas de agua involucradas.

## Isótopos de hidrón
1. El protón, que tiene el símbolo p o 1H+, es el ion +1 del protio, 1H.
2. El deuterón, que tiene el símbolo 2H+ o D+, es el ion +1 del deuterio, 2H o D.
3. El tritón, que tiene el símbolo 3H+ o T+, es el ion +1 del tritio, 3H o T.

Otros isótopos del hidrógeno son demasiado inestables para ser relevantes en química.

## Historia del término
La IUPAC recomienda el uso del término "hidrón" en lugar de "protón" si no se hace distinción entre los isótopos protón, deuterón y tritón, todos los cuales se encuentran en mezclas de isótopos indiferenciados de origen natural. El nombre "protón" se refiere al 1H + isotópicamente puro.  Por otro lado, no se recomienda referirse al hidrón simplemente como ion hidrógeno porque también existen aniones de hidrógeno. 
El término "hidrón" fue definido por la IUPAC en 1988.   El término "protón" generalmente solo se usa en el contexto donde las comparaciones entre los diversos isótopos de hidrógeno son importantes (como en el efecto isotópico cinético o el marcaje isotópico de hidrógeno). De lo contrario, todavía se considera aceptable referirse a los hidrones como protones, por ejemplo, en términos tales como protonación, desprotonación, bomba de protones o canal de protones. La transferencia de H+
en una reacción ácido-base se suele denominar transferencia de protones. Los ácidos y las bases se denominan respectivamente donadores y aceptores de protones.
El 99,9844% de los hidrones naturales (núcleos de hidrógeno) son protones, y el resto (alrededor de 156 por millón en el agua de mar) son deuterones (ver deuterio), excepto algunos tritones naturales muy raros (ver tritio).